# Violence & Blasphemy
Violence & Blasphemy - debiutancki album studyjny polskiej grupy muzycznej Witchmaster. Wydawnictwo ukazało się w czerwcu 2000 roku nakładem wytwórni muzycznej Pagan Records. Nagrania zostały zarejestrowane w Polysound Studio w Zielonej Górze. Materiał został zmiksowany przez Piotr Madziara. Album Violence & Blasphemy został nagrany w składzie:  Tomasz "Reyash" Rejek (śpiew, gitara basowa), Krzysztof "Kali" Włodarski (śpiew, gitara) oraz Witold "Vitold" Domański (perkusja). Oprawę graficzną płyty przygotował właściciel wytwórni Pagan Records - Tomasz Krajewski. Natomiast zdjęcia wykonali P.D. Mrowińscy oraz Jerzy Kozłowski.

## Lista utworów
Opracowano na podstawie materiału źródłowego.
1. "Intro / Terrorzone" (sł. Reyash, muz. Geryon, Reyash, Vitold) - 02:18
2. "Possessed by Satan" (sł. Geryon, muz. Geryon, Reyash, Vitold) - 02:46
3. "Tormentor Infernal" (sł. Geryon, muz. Geryon, Reyash, Vitold) - 01:04
4. "Intro" (sł. Geryon, muz. Geryon, Reyash, Vitold) - 01:03
5. "Infernal Storm" (sł. Geryon, muz. Geryon, Reyash, Vitold) - 04:36
6. "Satanic Metal Attack" (sł. Geryon, muz. Geryon, Reyash, Vitold)- 03:30
7. "Antichrist" (sł. Geryon, muz. Geryon, Reyash, Vitold) - 04:14
8. "Intro" (sł. Geryon, muz. Geryon, Reyash, Vitold) - 00:26
9. "Stench of the Devil" (sł. Geryon, muz. Geryon, Reyash, Vitold) - 03:49
10. "Witchmaster" (sł. Geryon, muz. Geryon, Reyash, Vitold) - 02:19
11. "Morbid Death" (sł. Geryon, muz. Geryon, Reyash, Vitold) - 01:13
12. "The Burning 666" (sł. Geryon, muz. Geryon, Reyash, Vitold) - 02:29
13. "Kingdom of Decay" (sł. Geryon, muz. Geryon, Reyash, Vitold) - 04:12
14. "Necromancer" (sł. Geryon, muz. Geryon, Reyash, Vitold) - 02:43
15. "Ritual" (cover Blasphemy) - 03:20